# Yamawaki Nobunori
Yamawaki Nobunori (japanisch 山脇 信徳; geboren 11. Februar 1886 in Kōchi (Präfektur Kōchi); gestorben 21. Januar 1952 daselbst) war ein japanischer Maler der Yōga-Richtung.

## Leben und Werk
Yamawaki Nobunori studierte Malerei an der Abteilung für Westliche Malerei an der „Tōkyō bijutsu gakkō“ (東京美術学校), einer der Vorläufereinrichtungen der heutigen Universität der Künste Tokio und schloss 1910 sein Studium ab. Schon während seines Studiums wurde das Bild „Machi no hashi“ (町の橋) – „Brücke in der Stadt“ – auf der 1. „Bunten“ 1907 angenommen.
1909 wurde Yamawakis Bild „Teishajo no asa“ (停車場の朝) – „Morgen am Bahnhof“ auf der 3. „Bunten“ mit einem Preis ausgezeichnet. Das auf der 8. „Bunten“ gezeigte Bild „Gogo no umi“ (午後の海) – „Meer am Nachmittag“ wurde vom Kaiserlichen Hofamt erworben. Das auf der 11. „Bunten“ gezeigte Bild „Sorin“ (疎林) – „Lichter Wald“ sowie das auf der „Inten“ „Kohan no fuyu“ (湖畔の冬) – „Winter am Seeufer“ erhielten einen Preis. 
Yamawaki war in Kyōto sowie in der damals japanischen Mandschurei als Lehrer beschäftigt. Von 1925 bis 1929 hielt er sich in Europa auf, wurde in der Zeit Mitglied der „Kokuga sōsaku kyōkai“ (国画創作協会). Nach seiner Rückkehr wurde er Mitglied der Kokugakai. In seinen späteren Jahren war er nicht mehr sehr aktiv. 1948 stellte er zum letzten Mal bei der 22. Ausstellung der Kokugakai aus, ein Bild mit dem Titel „Kōchi meisho“ (高知名所) – „Berühmte Ansichten von Kōchi“. 1951 wurde er mit dem Kulturorden der Präfektur Kōchi (高知県文化賞) ausgezeichnet.
Ein bekanntes Werk Yamawakis ist „Ame no yūbe“ (雨の夕べ) – „Regnerischer Abend“. Das Bild zeigt impressionistisch eine regennasse Straße in Tokio mit Fußgängern und einer Straßenbahn in der Abenddämmerung. Im Hintergrund ist die Kuppel der orthodoxen Kirche zu sehen.